# Hexatoma (Eriocera) malangensis
Hexatoma (Eriocera) malangensis is een tweevleugelige uit de familie steltmuggen (Limoniidae). De soort komt voor in het Oriëntaals gebied.